# ГЕС Ігарапава
ГЕС Ігарапава (порт. Usina Hidrelétrica de Igarapava) — гідроелектростанція на сході Бразилії на межі штатів Мінас-Жерайс та Сан-Паулу. Знаходячись між ГЕС Jaguara (вище по течії) та ГЕС Вольта-Гранде, входить до складу каскаду на лівому витоку Парани на річці Ріо-Гранде.
Для роботи ГЕС річку перекрили земляною греблею висотою 32 метри, довжиною 865 метрів та шириною по гребеню 10 метрів, яка утримує водосховище з площею поверхні 36,5 км2 та об'ємом 235 млн м3. Враховуючи наявність у складі каскаду кількох потужних водосховищ, для комплексу Ігарапава обрано дуже мале нормальне коливання рівня поверхні між позначками 511,8 та 512,4 метра НРМ.
Інтегрований у лівобережну частину греблі машинний зал обладнали п'ятьма бульбовими турбінами потужністю по 43,6 МВт, які завдяки можливому коливанню рівня води в нижньому б'єфі працюють при напорі від 10,2 до 18,1 метра (номінальний напір 17,1 метра). Річне виробництво при цьому має становити приблизно 1,2 млрд кВт·год електроенергії.
Видача продукції відбувається по ЛЕП, що працює під напругою 138 кВ.